# Ultras

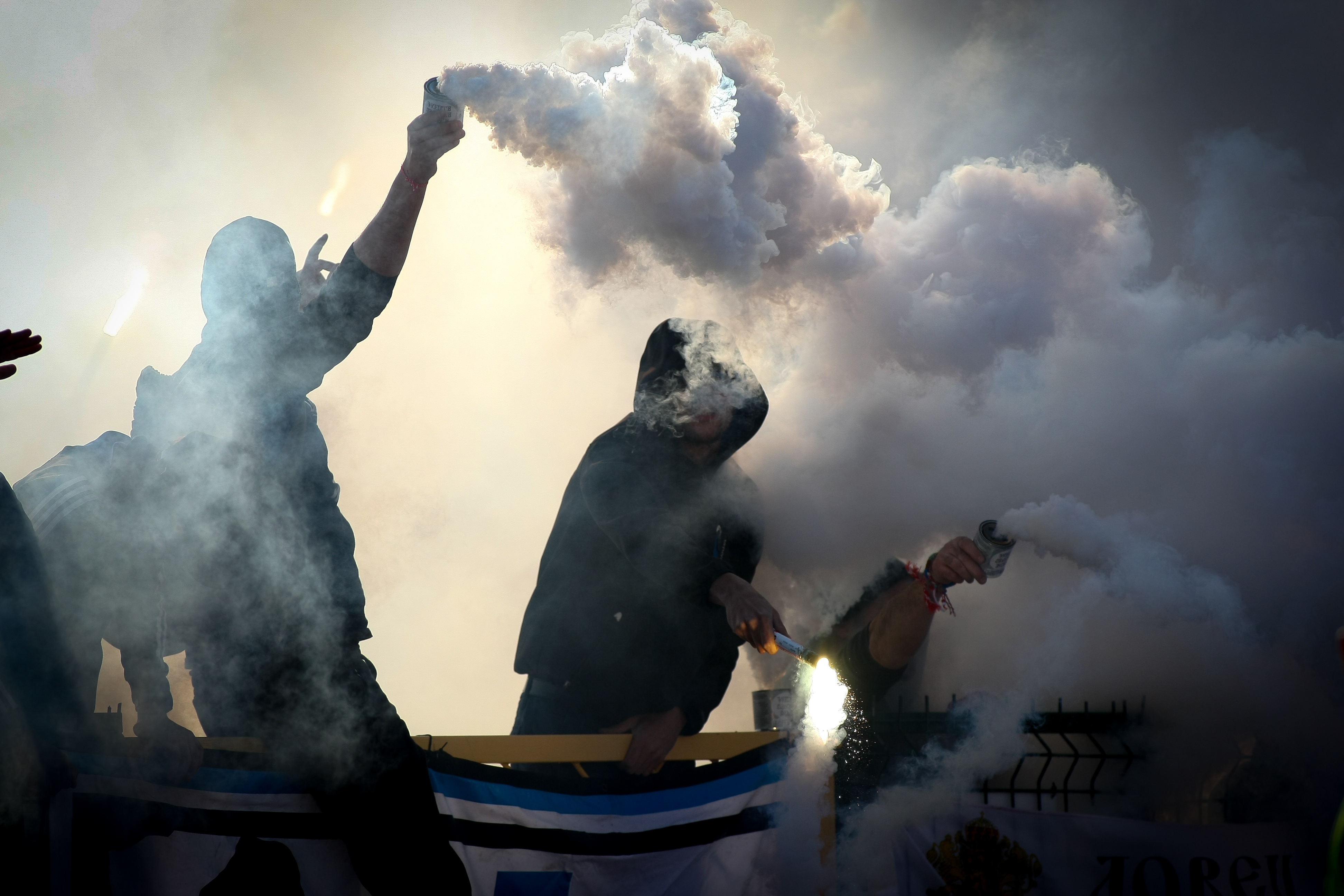
Ultras of PFC Levski Sofia

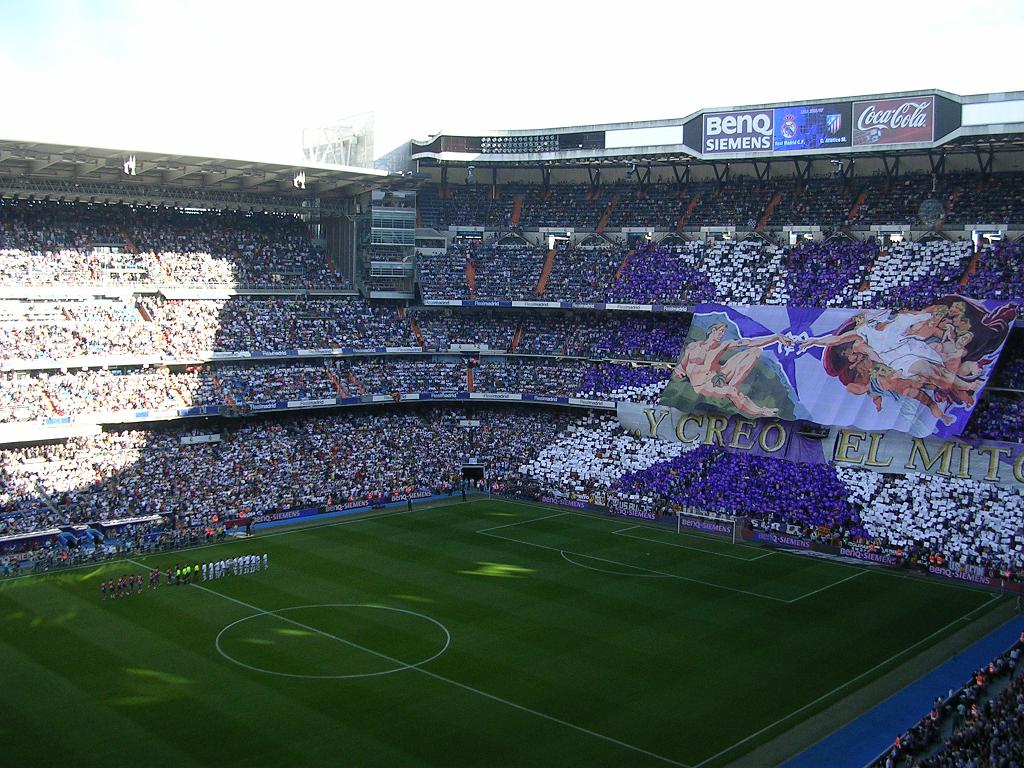
Ultras Sur apoiando o Real Madrid, na Espanha.

Dá-se o nome de ultras a torcedores que apoiam intensamente sua equipe de predileção, muitas vezes se aproximando do comportamento violento dos chamados hooligans.
Casos de violência envolvendo os ultras existem. Normalmente, o torcedor agressor já possui algum histórico de violência e, quando entra em uma torcida, utiliza-a como proteção para seus atos infracionais.
No Brasil o grupo de Ultras mais antigo são os Ultras do Athletico Paranaense que foi fundada em 1992, e tem sua sede localizada na cidade de Curitiba.
No Brasil, as torcidas organizadas são grupos que atuam de forma parecida aos ultras.

## Lista de grupos

### Brasil
- Brigada Jovem Lusitana (Associação Portuguesa de Desportos)
- Leões da Ilha (Sport Club do Recife)
- Ultras do Atlético (Clube Atlético Paranaense)
- Ultras 1943/GO (Goiás Esporte Clube)
- Ultras Resistência Coral (Ferroviário Atlético Clube)
- Ultras 1936 (Auto Esporte Clube (Paraíba))
- Ultras 1899 (Esporte Clube Vitória)
- Ultras 1915 (Abc Futebol Clube)
- Ultras 1905 (Sport Club do Recife)
- Fedayin 1.3.1.2 (Clube Atlético Juventus)
- Ultras Fedayn 1967 (Esporte Clube Santo André)
- Ultras Independente Anápolis (Anápolis Futebol Clube)
- Curva 1900 (Associação Atlética Ponte Preta)
- Brigada 1910 (Sport Club Corinthians Paulista)
- Família Grêmio F.B.P.A (Grêmio Foot-Ball Porto Alegrense)
- Ultras Glória (Grêmio Esportivo Glória-RS)
- Ultras do Santos (Santos Futebol Clube)
- Loucos 22 (Botafogo de Futebol e Regatas)
- Aliança 1914 (Ceará Sporting Club)
- Ultras da Cav (AAADUF - Cavalaria)
- Ultras 1909 (Sport Club Internacional)

### Alemanha
- Ultrà Sankt Pauli (FC St. Pauli)
- Schickeria München (FC Bayern München)

### Portugal

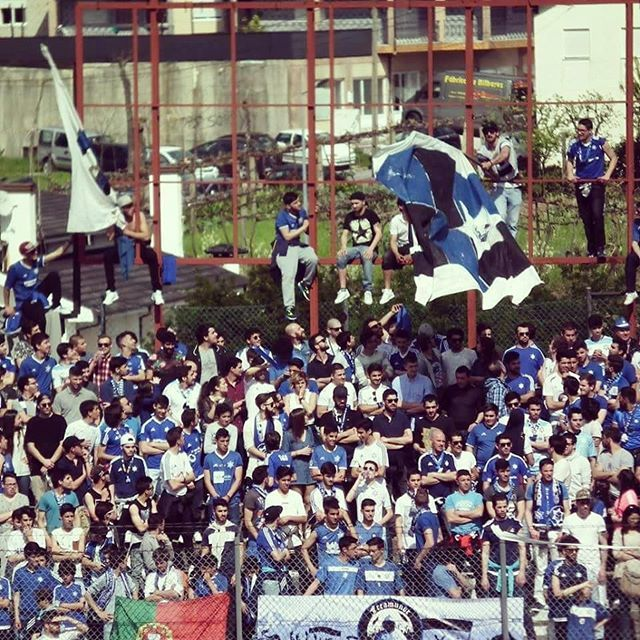
Brigata Azzuri, ultras do SC Freamunde frente ao FC Famalicão em 2016.

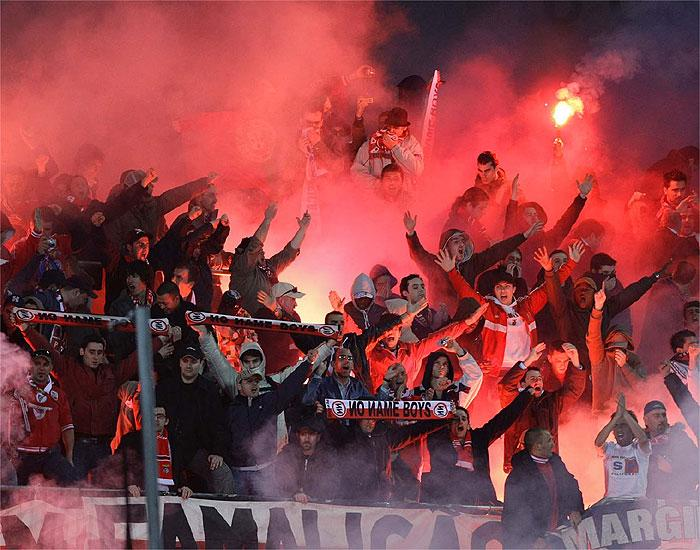
No Name Boys, ultras do SL Benfica, frente ao Getafe Club de Fútbol em 2008.

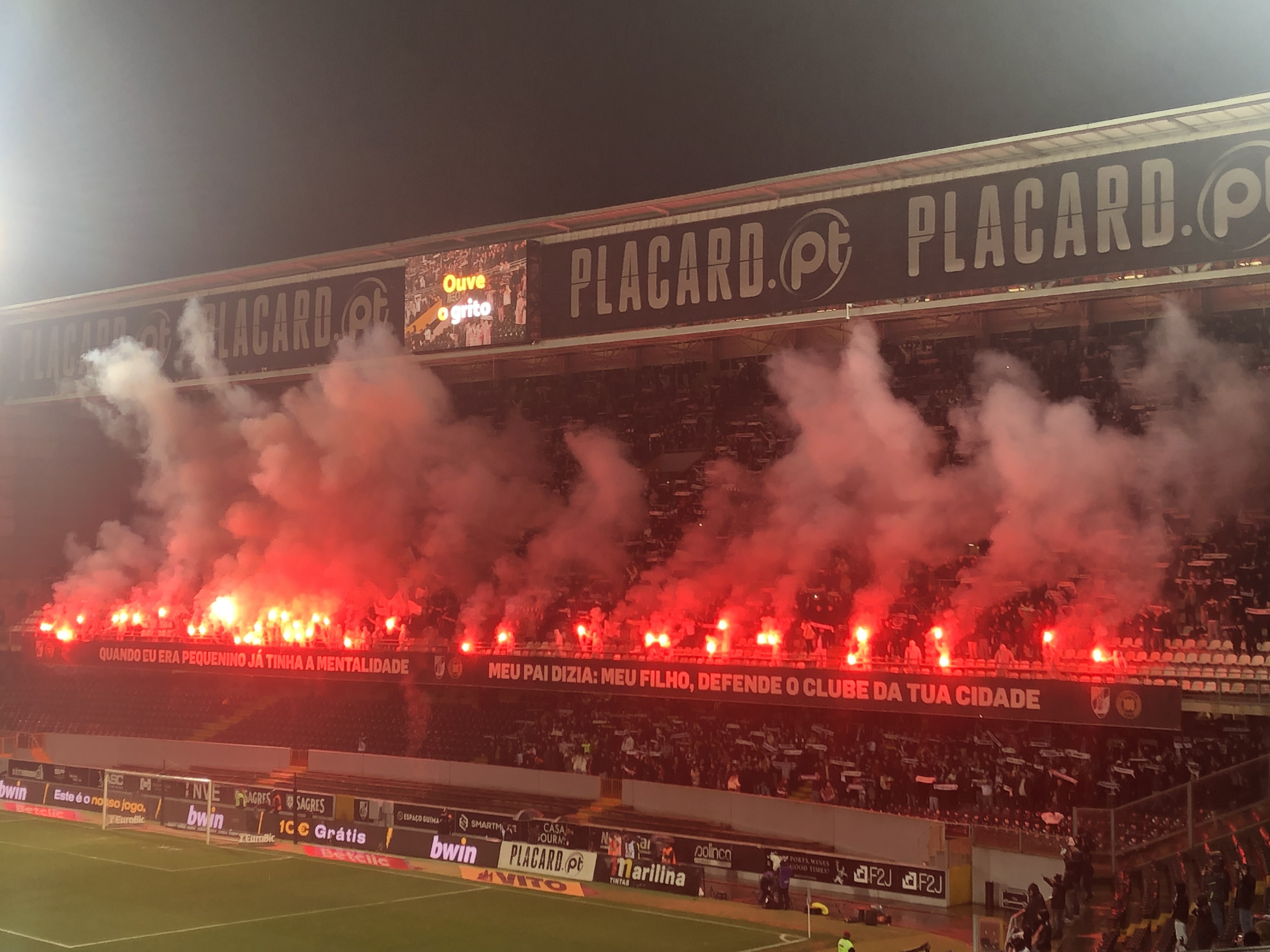
White Angels, ultras do Vitória SC frente ao SL Benfica em 2024.

- Brigada Lusitana (Seleção Portuguesa)
- Desnorteados (Sporting Clube de Espinho)
- Fúria Azul (CF Os Belenenses)
- South Side Boys (Sporting Clube Farense)
- Super Dragões (Futebol Clube do Porto)
- Colectivo Ultras 95 (Futebol Clube do Porto)
- Juventude Leonina (Sporting Clube de Portugal)
- Torcida Verde (Sporting Clube de Portugal)
- Directivo Ultras XXI (Sporting Clube de Portugal)
- Brigada Ultras Sporting (Sporting Clube de Portugal)
- Brigata Alvinegra (Varzim Sport Club)
- Máfia Vermelha (Leixões Sport Club)
- Suspeitos do Costume (Vitória Sport Clube)
- Insane Guys (Vitória Sport Clube)
- White Angels (Vitória Sport Clube)
- No Name Boys (Sport Lisboa e Benfica)
- Diabos Vermelhos (Sport Lisboa e Benfica)
- Grupo Manks (Sport Lisboa e Benfica)
- Ultras Fama Boys (Futebol Clube de Famalicão)
- Turma 1933 (Sport Clube de Freamunde)
- Ultras Templários (Club Sport Marítimo)
- Esquadrão Maritimista (Club Sport Marítimo)
- Panteras Negras (Boavista Futebol Clube)
- Bracara Legion (Sporting Clube de Braga)
- Ultras Red Boys (Sporting Clube de Braga)
- Mancha Negra (Académica de Coimbra)
- Magia Tricolor (Clube Futebol Estrela da Amadora)
- Frente Leiria (União Desportiva de Leiria)
- Alma Salgueirista (Sport Comércio e Salgueiros)
- Ultras Auri-Negros (Sport Clube Beira-Mar)
- Nação Barcelense (Gil Vicente Futebol Clube)
- Fighter Boys 95 (Associação Desportiva de Fafe)
- Civitas Fortíssima 1514 (Clube Desportivo Feirense)
- Ultras Ermesinde (Ermesinde Sport Club)
- Ultras Invasão (Futebol Clube Felgueiras 1932)
- Ultras Valongo (Associação Desportiva de Valongo)
- Febre Amarela (Clube Desportivo de Tondela)
- Força Avense (Clube Desportivo das Aves)
- Ultras Green Devils 2000 (Moreirense Futebol Clube)
- Gruppo (Grupo Desportivo Estoril Praia)
- Pena Boys (Futebol Clube de Penafiel)
- Tuff Boys (Futebol Clube do Marco)
- Juventude Lusitanista (Lusitânia de Lourosa Futebol Clube)
- Ultras Ermesinde (Ermesinde Sport Clube)
- Hooded Boys (Caldas Sport Clube)
- Juve Mon (Mondinense Futebol Clube)
- VIII Exército (Vitória Futebol Clube)
- Ultras Grupo 1910 (Vitória Futebol Clube)
- Orgulhe 1914 (Portimonense Sporting Clube)
- Ultras Leça (Leça Futebol Clube)
- Ultras Yellow Boys (FC Paços de Ferreira)
- Barrinha Force (Esmoriz Ginásio Clube)
- Ultras Marco (AD Marco 09)
- Ultras Lima 2017 (Académico Futebol Clube)
- Juventude Negra (Futebol Clube Tirsense)
- Red Boys on Fire (CD Santa Clara)
- Ultras Anços   (União Desportiva Vilanovense)
- Ultras Resistência (Real Sport Clube)
- Squadra Verdi 03 (Associação Naval 1.º de Maio)
- Perigosa 14 (Alhandra Sporting Clube)
- Ultras Lamego (Sporting Clube de Lamego)
- Brutus 1964 (Hoquei Clube de Turquel)
- Ultras Sintra (Hockey Club de Sintra)
- Kaos Barcelense (Gil Vicente Futebol Clube/Óquei Clube de Barcelos)
- Ultras Grupo 1923 (Sport Clube Rio Tinto)
- Febre Amarela (Moura Atlético Clube)
- Frente Campense (Associação Recreativa de São Martinho)
- Exercito 1914 (Académico de Viseu)
- Ultras Brigada Camarra (Futebol Clube Barreirense)
- Piranhas do Tejo (União Desportiva Vilafranquense)
- Frente Atlético (Clube Atlético de Rio Tinto)
- Ultras Verdes (São Lourenço do Douro)
- Mancha Amarela (AD Pedome)
- Ultras Queluz (Clube Atlético de Queluz)
- Ultra Blue Boys (Clube de Futebol de Carregal do Sal)
- Ultras Porcelana (Sporting Clube da Vista Alegre)
- Red Blue Army (Grupo Desportivo Forense)
- Ultras Boto (Lagoa Académico Clube)

### Grécia
- Gate 13 (Panathinaikos)
- Gate 7 (Olympiakos)
- Gate 4 (PAOK)
- Super 3 (Aris Salônica)
- Peristeri (Atromitos)
- Original 21 (AEK Athens)
- Snakes 4 (OFI Creta)

### França
- South Winners (Olympique de Marselha)
- Commando Ultras (Olympique de Marselha)
- Boulogne Boys (Paris Saint-Germain )
- Magic Fans (Saint-Étienne)
- Ultramarines (Girondins de Bordeaux)
- Ultrem 1995 (Stade de Reims)
- Bad Gones (Olympique Lyonnais)

### Bósnia
- BH Fanáticos (Selecção Bósnia)

### Rússia
- Fratria_claque (FC Spartak Moscovo)

### Polónia
- Nieznani Sprawcy (Legia Warszawa)
- Ultras Lech 01 (Lech Poznan)
- Anty Wisla (Cracóvia)
- Sharks (Wisla Cracóvia)

### Croácia
- Torcida Split (Hajduk Split)
- Bad Blue Boys (GNK Dinamo Zagreb)
- Armada Rijeka (HNK Rijeka)
- Kohorta Osijek (NK Osijek)

### Espanha
- Ultras Sur (Real Madrid)
- Boixos Nois (Futbol Club Barcelona)
- Frente Atleti (Atlético de Madrid)
- Frente Boqueron (Málaga CF)
- Biris Norte (Sevilla Fútbol Club)
- Riazor Blues (Deportivo La Coruña)

### Marrocos
- Ultras Askary Rabat 2005 ( UAR05 ) e Ultras Black Army 06 ( UBA06 ) Association sportive des FAR (football)
- Ultras Winners (Wydad Athletic Club)
- Ultras Green Boys (Raja Club Athletic)